# Wertpapierdepotgeschäft
Das Wertpapierdepotgeschäft (auch Effektenverwaltung oder kurz Depotgeschäft; englisch Custody) ist im Kreditwesen ein Bankgeschäft, das sich mit der  Verwahrung und Verwaltung von Wertpapieren für andere befasst. 

## Allgemeines
Das Wertpapierdepotgeschäft umfasst in Deutschland als Bankgeschäft gemäß § 1 Abs. 1 Nr. 5 KWG die „Verwahrung und die Verwaltung von Wertpapieren für andere“. Hierunter werden verschiedene Wertpapierdienstleistungen zusammengefasst, die ein Wertpapierdienstleistungsunternehmen erbringen muss:
- Die geld- und stückmäßige Abwicklung der von Kunden durchgeführten Transaktionen (Käufe, Verkäufe, Überträge);
- die Verwahrung der Wertpapiere sowie
- Verwaltungstätigkeiten im Zusammenhang mit Dividenden- und Kuponzahlungen, Kapitalmaßnahmen und Hauptversammlungen.

Dabei werden die vom Wertpapierdepotgeschäft erfassten Wertpapiere auf Effekten beschränkt.

## Verwahrung der Wertpapiere
Die Verwahrung beginnt durch eine Wertpapierorder. Der vom Bankkunden zu unterzeichnende Wertpapierauftrag wird bankintern zunächst auf seine Plausibilität geprüft. Bei Kauforders wird zusätzlich in der Vordisposition überprüft, ob das Bankkonto ausreichend Bankguthaben oder freie Kreditlinien (Effektenlombardkredit) für die Belastung mit dem Kaufpreis aufweist, bei Verkaufsorders muss ein entsprechender Effektenbestand im Wertpapierdepot vorhanden sein. Danach werden die Orders an das Handelssystem des betreffenden Börsenplatzes weitergeleitet, wo sie in das entsprechende elektronische Orderbuch des zuständigen Skontroführers gelangt.
Es wird dabei zwischen der Verwahrung im offenen und geschlossenen Depot unterschieden. Im geschlossenen Depot bietet die Bank lediglich Schließfächer für die effektiven Stücke aus Tafelgeschäften oder Auslieferung an. Alle Verwaltungstätigkeiten müssen hierbei vom Kunden übernommen werden (z. B. Einlösen der Kupons oder des Talons), und es erfolgen keine Benachrichtigungen hinsichtlich Hauptversammlungen oder Kapitalmaßnahmen.

## Verwaltung der Wertpapiere
Sobald die Wertpapiere im Wertpapierdepot verbucht sind, beginnt ihre Verwaltung. Die Aufgaben der Wertpapierverwaltung hängen weitgehend von der Wertpapierart ab. Bei Aktien gehört insbesondere das Versenden der Geschäftsberichte, das Depotstimmrecht für die Hauptversammlung, Kapitalmaßnahmen sowie die Gutschrift der Dividende zu den wesentlichen Tätigkeiten. Bei Anleihen gibt es die Zinsgutschrift der Kupons oder Beobachtung der Fälligkeit von Losanleihen. Bei allen Wertpapieren erfolgt die laufende Überwachung von wertpapierbezogenen Terminen der Emittenten. 
Die depotführende Bank löst die Zins-, Dividenden und Rückzahlungsansprüche der von ihr verwahrten Wertpapiere – ggf. über den Drittverwahrer – ein und schreibt die Erträge bzw. die Erlöse dem Inhaber gut. Eventuell fällige Kapitalertragsteuer oder Zinsabschlagssteuer wird unter Beachtung bestehender Freistellungsaufträge an das Finanzamt abgeführt. Liegen effektive Stücke vor, gehört auch die Verwaltung und Bearbeitung der Zins- und Dividendencoupons (so genannte Bögen) zu den Aufgaben der depotführenden Bank.
Bei Inhaberaktien versendet die depotführende Bank die Einladungen zur Hauptversammlung an die betroffenen Aktionäre. Im Falle einer Vollmachtserteilung durch den Kunden nimmt die depotführende Bank dessen Aktionärsstimmrecht wahr (Depotstimmrecht). Dabei kann der Kunde die depotführende Bank auch zu einem bestimmten Stimmverhalten anweisen.

## Depotgebühren
Für diese besonderen Tätigkeiten verlangen die Kreditinstitute eine nach dem Bestand des Wertpapierdepots berechnete Depotgebühr.

## International
In der Schweiz behandeln zunächst einige Allgemeinvorschriften das Depotgeschäft. Art. 472 Abs. 1 OR enthält eine Legaldefinition über den Hinterlegungsvertrag, Art. 484 OR befasst sich mit der Vermengung, die bei der Sammelverwahrung von Wertpapieren vorliegt. Auch die Allgemeinvorschrift über Verbindung und Vermischung des Art. 727 ZGB ist anwendbar. Den allgemeinen Anspruch des Lagerhalters auf Lagergeld (Depotgebühren) regelt Art. 485 Abs. 1 OR. Eine auf Sammelverwahrung und Wertrechte spezialisierte Vorschrift stellt Art. 973a OR dar, wonach der Aufbewahrer befugt ist, vertretbare Wertpapiere mehrerer Hinterleger ungetrennt zu verwahren, es sei denn, ein Hinterleger verlangt ausdrücklich die gesonderte Verwahrung seiner Wertpapiere. Der Hinterleger erhält mit der Einlieferung beim Aufbewahrer Miteigentum nach Bruchteilen. Als Spezialvorschrift regelt das Bucheffektengesetz (BEG) vom Oktober 2008 die Verwahrung von Wertpapieren und Wertrechten durch Verwahrungsstellen und deren Übertragung. Als Bucheffekten gelten gemäß Art. 3 BEG vertretbare Forderungs- oder Mitgliedschaftsrechte gegenüber dem Emittenten, die einem Effektenkonto gutgeschrieben sind und über welche die Kontoinhaber nach den Vorschriften des BEG verfügen können. Im Falle der Zwangsliquidation zum Zwecke der Generalexekution über eine Verwahrungsstelle unterliegen die Bucheffekten wie in Deutschland der Absonderung (Art. 17 BEG).
In Österreich regelt das Depotgesetz (DepotG) vom Oktober 1969 die Verwahrung von Wertpapieren ähnlich wie in Deutschland. Bedeutende Ausnahme ist jedoch die Insolvenz des Verwahrers. Sammelverwahrung liegt nach § 4 DepotG vor, wenn der Verwahrer vertretbare Wertpapiere derselben Art ungetrennt von seinen eigenen Beständen derselben Art oder von solchen Dritter aufbewahrt. Der Verwahrer ist zur Sammelverwahrung verpflichtet, sofern nicht eine Erklärung gemäß § 2 Abs. 2 DepotG zur Sonderverwahrung abgegeben wurde. Der Hinterleger erlangt gemäß § 5 DepotG Miteigentum am Sammelbestand. Im Falle des Insolvenzverfahrens über den Verwahrer bilden die für den Hinterleger sammelverwahrten Wertpapiere eine Sondermasse, die gemäß § 23 Abs. 6 DepotG für die Befriedigung der Hinterleger zu bilden ist. Reicht diese Sondermasse zur Befriedigung nicht aus, besitzen die Hinterleger normale Konkursforderungen.
In England werden Wertpapierdienstleistungen (englisch custodial services) den verwahrenden Finanzinstitutionen überlassen (englisch nominees oder custodians), die das Eigentum (englisch legal title) an den Wertpapieren (englisch securities) durch den Anleger (englisch investor) erhalten, die Verbuchung über CREST vornehmen und gegenüber den Anlegern als Treuhänder (englisch trustees) fungieren.